# 과기
과기(過期, ? ~ ?)는 전한 중기의 관료이다.

## 행적
건원 2년(기원전 139), 대행령에 임명되었다.

## 출전
- 반고, 《한서》권19하 백관공경표(百官公卿表) 下

| 전임 광 | 전한의 대행령 기원전 139년 ~ 기원전 136년? | 후임 왕회 |